# Aleksander Margiste
Aleksander Margiste, fino al 1935 noto con il cognome Margevič (Tallinn, 19 aprile 1908 – Stoccolma, 10 agosto 1988), è stato un cestista estone.

## Carriera
Con l'Estonia ha partecipato ai Giochi olimpici di Berlino 1936.